# Chiesa di San Nicola di Bari (Carpi)
La chiesa di San Nicola di Bari è la parrocchiale della frazione di Cortile nel comune di Carpi, in provincia di Modena. Appartiene alla zona pastorale 3 della diocesi di Carpi e risale al XII secolo.

## Storia
La chiesa di San Nicola è stata un'antica pieve che dal momento della sua erezione, nel XII secolo, fu soggetta all'abbazia di Nonantola. Il primo sacerdote della chiesa viene citato nel 1243. A partire dal 1515 la giurisdizione ecclesiastica mutò e divenne chiesa aggregata alla collegiata di Carpi anche se tutti i passaggi vennero ultimati dopo la morte dell'ultimo arciprete pievano, Giovanni Tommaso Zandori, avvenuta nel 1561. Il primo inventario dettagliato dei beni della chiesa risale a quel momento e l'antica pieve divenne curazia. Per le sue cattive condizioni e i pericoli di crollo fu necessaria la sua ricostruzione, iniziata nel 1872 e la solenne consacrazione fu celebrata nel 1886. Nel territorio della parrocchia vi sono altri edifici sacri con dedicazione alla Madonna del Rosario, alla Madonna di Loreto e a San Paolo Apostolo.
La parrocchia ha visto nel corso degli anni l'attività di varie congregazioni e confraternite come la Confraternita del Santissimo Sacramento, la Confraternita delle anime del purgatorio, la Pia Opera della Sacra Infanzia e l'Azione Cattolica.

Dopo il terremoto dell'Emilia del 2012, nel mese di giugno di quell'anno, è stato recuperato l'importante archivio storico parrocchiale grazie all'intervento, in un edificio strutturalmente danneggiato, dei vigili del fuoco di Modena. A conclusione dei lavori di ripristino e messa in sicurezza dell'edificio la regione Emilia-Romagna ha deliberato per la liquidazione delle spese sostenute per gli interventi.

## Descrizione
La chiesa è una struttura con annesso campanile che si trova nella frazione Cortile di Carpi in via Chiesa di Cortile, 61.